# Pseudomiopteryx infuscata
Pseudomiopteryx infuscata är en bönsyrseart som beskrevs av Henri Saussure och Leo Zehntner 1894. Pseudomiopteryx infuscata ingår i släktet Pseudomiopteryx och familjen Thespidae. Inga underarter finns listade i Catalogue of Life.